# 高遠藩
高遠藩（たかとおはん）は、信濃国（南信地方）伊那郡（現在の長野県伊那市）高遠に所在した藩。居城は高遠城。

## 藩の前史
高遠の地は戦国時代、諏訪氏の一族であった高遠頼継が治めていた。頼継が武田信玄（晴信）との戦いで没落した後、高遠は武田氏の支配下に入る。
後に信玄の5男で勝頼の異母弟仁科盛信が高遠城主となり、天正10年（1582年）2月に織田信長による甲州征伐が開始されると、信濃の武田勢は次々と信長の嫡男信忠率いる織田軍に降伏していくが、高遠城を守る盛信のみは信忠の降伏勧告を拒絶して果敢に抗戦、織田軍は3月2日に高遠を攻撃して1日で落城させ、城主盛信は自害した。武田家は盛信の玉砕で総崩れになり、勝頼は3月11日に天目山で自害し、武田家は滅亡した。
その3ヵ月後の6月、本能寺の変が起こって信長・信忠が横死。信濃の織田勢は武田旧臣の一揆で追放されて無主状態になると、徳川家康・北条氏直・上杉景勝らによる旧武田領をめぐる天正壬午の乱が起こる。高遠は高遠氏の旧臣保科氏が内藤昌月の支援を得て奪回し、昌月の実父である保科正俊が城主となった。10月、正俊の子正直は家康に服従し、伊那郡2万5000石の所領を宛がわれた。正直はその後、伊那箕輪の藤沢頼親を降伏させた。天正12年（1584年）に小牧・長久手の戦いが起きると、家康は正直や諏訪頼忠、小笠原貞慶ら信濃衆を木曾に派遣したがこの木曾攻めは成果を上げず、正直を抑えに残して撤退した。天正13年（1585年）、家康と北条氏直の和睦の条件である上野沼田領の譲渡問題で真田昌幸が家康から離反したため、家康は大久保忠世に正直ら信濃衆をつけて攻撃するも大敗して撤退。しかも11月に石川数正が徳川家から出奔したのを機に松本の小笠原貞慶が高遠に攻撃をかけるが、保科正俊が鉾持除の戦いで退けた。正直はその後、家康の異父妹久松氏と縁戚となって勢力を伸ばし、天正18年（1590年）の小田原征伐でも徳川軍の後備えとして参戦した。後北条氏が滅亡して家康が関東に移封されると、正直は家康に従って下総多胡で1万石を与えられた。

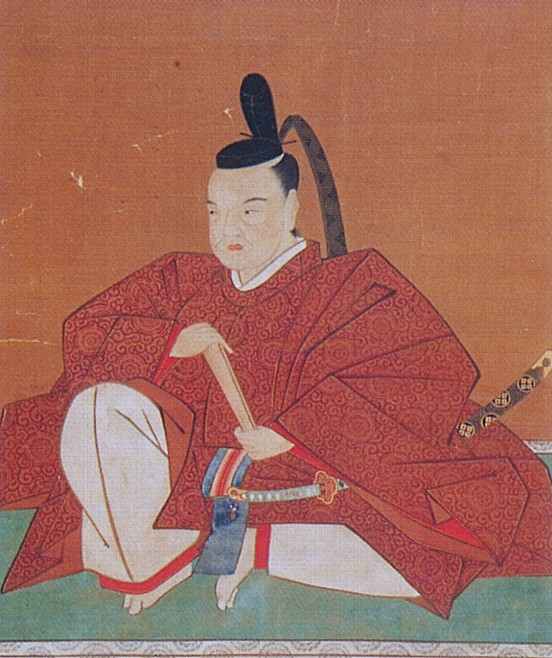
豊臣時代最後の領主、京極高知

家康が関東に移ると、旧徳川領は豊臣秀吉の家臣が入封することとなり、伊那には毛利秀頼が10万石で入った。甲州征伐の功により伊那郡を与えられて信長没後の混乱で失領し、復帰したものである。秀頼は入封した直後に3か条からなる条々を発布して統治方針を示し、太閤検地も実施したが、実際の政務は勝斎（姓不詳）と篠治秀政が担当していた。秀頼は文禄2年（1593年）に病死。その妹婿である京極高知が跡を継いだ。高知時代には岩崎重次が城代として統治を担当したが、統治体制には不明な点が多い。慶長5年（1600年）の関ヶ原の戦いで高知は東軍に与力して岐阜城攻略戦に参加し、9月15日の関ヶ原本戦にも参加した功績から、戦後に丹後宮津に移封され、岩崎も甲斐に帰国した。

## 藩史

### 保科家の時代

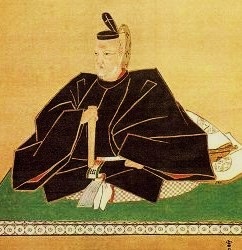
高遠藩第2代、保科正之

関ヶ原の戦いの後、高遠には正直の子正光が2万5000石で入部したことにより高遠藩が成立した。正光は慶長11年（1606年）の江戸城石垣修理や5年後の堀普請、大坂の陣参戦など幕府に奉仕している。しかし正光には嗣子が無かったので、正光は第2代将軍・徳川秀忠の隠し子（生母が正室・於江与ではなかったため、その悋気に触れることを恐れた秀忠が正光に預けていた）である幸松こと保科正之を養育することになった。元和4年（1618年）には正之の養育料として筑摩郡に5000石を加増された。寛永6年（1629年）6月に正之は兄の第3代将軍徳川家光と初対面し、寛永8年（1631年）11月、正光の死により正之が家督と3万石を継いで従五位下肥後守に叙任されたが、この頃になると於江与が既に亡く、正之が秀忠の息子であることも周知の事実となったため、徳川家光の計らいにより、正之は寛永13年（1636年）7月に出羽山形藩20万石に加増移封された。

### 鳥居家の時代

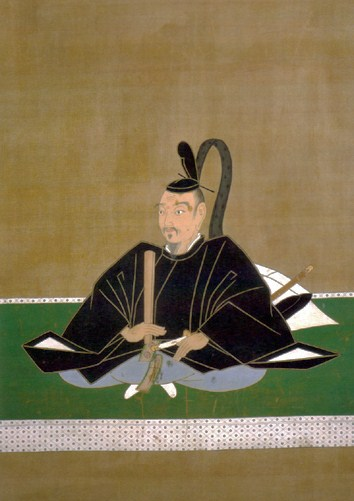
鳥居家勲功の祖、鳥居元忠

正之と入れ替わりで、山形より鳥居忠春が3万2000石（3万200石）で入る。この忠春は関ヶ原の戦いの前哨戦である伏見城の戦いで戦死した元忠の孫である。鳥居家は元忠の勲功やその子忠政の功績もあり、24万石まで栄進していた。ところが忠政の子忠恒は病弱で公務が務まらず、しかも継嗣が無く33歳で病死したので、末期養子の禁令に触れてしまい、鳥居家は山形24万石を没収された。しかし幕府は元忠の勲功を認めて、忠恒の実弟忠春に3万200石を与えることで高遠藩に移封した。
忠春は兄の時代に失った24万石を取り戻そうと幕府の御用に励んだ。だがそのために藩財政は大きな負担を伴い、忠春は財源確保のために慶安2年（1649年）に年貢を増徴したため、領民は生活困窮と賦役に耐え切れず、承応3年（1654年）6月に3000人の百姓が尾張藩領の木曾に逃散する事件も起きた。また忠春自らも豪遊したりした。寛文2年（1662年）、忠春は侍医・松谷寿覚により斬りつけられ、それが原因で客死した。
忠春の跡を継いだ子の忠則は、元禄2年（1689年）2月に江戸城馬場先御門の警備を担当していた家臣高坂権兵衛が職務中、幕府御側衆の平岡頼恒の屋敷を覗いていたところを、平岡家の家臣に取り押さえられる事件が起こった（高坂権兵衛事件）（高坂は主家に累が及ぶことを恐れ、取り調べ中に自害）。この事件で忠則は家中不取締の責任を追及されて閉門となり、その最中の7月に急死した（自害したといわれる）。忠則の死により、鳥居家は再度改易となった。
忠則の後継者であった忠英は、先祖元忠の勲功により、1万石を与えられて能登下村藩を立藩している。

### 内藤家の時代
鳥居家改易後、高遠藩は廃藩となり、元禄4年（1691年）まで天領となった。その後、内藤清枚が3万3000石で入る。
第2代藩主・頼卿の時代から財政難が始まり、藩政改革が試みられた。正徳4年（1714年）3月の江島生島事件に関わり、高遠に流罪にされた絵島の身柄を預かっている。第3代藩主頼由は藩士に対して俸禄制を採用して財政問題解決に邁進した。第5代藩主の長好は幼少で藩主になった事情もあるが、自らが頻繁に外出して遠乗りや狩り、花火見物に視察などを繰り返して領民に負担をかけ、諸費用もかなりの額に上った。
第7代藩主・頼寧は博学多才で、産物会所設置による産業奨励、学問の奨励、新田開発計画、藩直営の桑園経営などに手腕を発揮して藩政改革に成功を収めた。幕政においても日米関係の上申書を提出したり、兵備を西洋式に改変して藩士に訓練させた。
安政6年（1859年）に最後の藩主となった内藤頼直は、藩校である進徳館の設立や長州征伐参加で活躍した。慶応4年（1868年）の戊辰戦争では新政府軍に与し、北越戦争・会津戦争に参戦した。明治2年（1869年）の版籍奉還で、頼直は藩知事となる。そして明治4年（1871年）の廃藩置県で高遠藩は廃藩となって高遠県となり、同年12月には筑摩県に編入された。

## 社会

### 農民
鳥居家の時代に多数の百姓が逃散して藩内の田畑は無主状態が多くなり、荒廃した。このため鳥居家では明暦2年（1656年）から2年がかりで検地を藩全土で実施し、貢租の確保を図った。しかし鳥居家の2人の藩主はいずれも豪遊して藩財政を傾かせ、領民には重い賦役を課したようで現在に至るまで数多くの借用証文が残っており、田畑を担保にしたり、自分の妻子や家族を質草にして借用した証文も存在している。また寛文9年（1669年）12月などに年貢が納められないので妻子を担保にするなど、わずかな借金で妻子や家族を質入れして領民の生活が苦しめられていた。
内藤家の時代では藩主長好の領国生活が原因で灯油など不必要な経費が浪費されて町民や農民の負担が増した。このため文政5年（1822年）7月にわらじ騒動（興津騒動）、8月に洗馬騒動と称される藩領一揆にまで発展した。

### 軍隊
内藤頼寧は幕末の情勢を見て藩内の軍備を西洋化して藩士に訓練させ、領内で演習させた。また江川英龍、肥田金之助、斎藤弥九郎、桂小五郎らを高遠に招聘したり藩士を派遣して訓練させている。内藤頼直の時、調練された軍隊は長州征伐、戊辰戦争における会津・越後戦争で官軍として出兵、越後戦争では若き日の西園寺公望の危急を救った。

## 文化
頼寧の時代に文化が大いに発展した。頼寧は文政年間に領民の教化策から学問所設立の必要性を痛感し、頼直の時代に藩校進徳館が設立された。また多くの文人・学者らを頼寧は招聘した。茶道・調理術・能楽・書画など多芸に通じ、高遠藩は頼寧の時代に全盛になり、次代の頼直にも受け継がれた。

## 産業・経済
農民の生活は困窮し藩財政も逼迫した。このため年貢増徴などを試みるも、譜代内藤家は幕府の公務に参加することが多くそのために出費は多かった。さらに文政3年（1820年）の旱魃、翌年の天候不順などで計2万5000石の損害を受け、財政は破綻に近い状態にまで追い込まれていた。このため農民に御用金を課すことで解決を図るもわらじ騒動が発生して失敗し、藩は不正を働いた郡代興津紋左衛門を処分した。
重臣岡村忠輔は天保3年（1832年）2月に産物会所を設置して殖産興業政策を図る。農閑期に薬草を採取させて他国に売り出し、木綿業を製作させて資金の乏しい者には貸付を行なった。また弘化年間には高遠焼を再興させた。産物会所には機織所を設けて絹織業の発展に寄与している。
内藤家の石高は3万3000石であるが、これは高遠の農業生産力の限界に近い値であった。このため年貢率は4割5分から5割を推移し、豪商農層からの御用金、領内の林にかかる税金など諸税で財政は支えられていた。このため藩士の俸禄を下げたり、検見法から定免法への転換も行なわれている。文政9年（1826年）には財政再建のために豪農四名を採用しての藩財政再建政策が試みられるも失敗し、幕末にも和宮降嫁による負担などで高遠は苦しかった。

## 年表
- 1545年 - 高遠頼継、武田晴信に敗れて追放。高遠は武田領に。
- 1582年 - 織田信忠に攻められて高遠城落城。城主仁科盛信自害。
- 1590年 - 豊臣秀吉家臣の毛利秀頼が入封。
- 1593年 - 秀頼病死。婿の京極高知が入封。
- 1600年 - 関ヶ原の戦いで高知は丹後宮津へ。徳川家臣の保科正光が入封し高遠藩成立
- 1631年 - 正光死去。養子正之が新藩主に。
- 1636年 - 正之、出羽山形20万石に移封。鳥居忠春が入封。
- 1689年 - 高坂権兵衛事件。鳥居忠則急死して改易。天領に。
- 1691年 - 内藤清枚、3万3000石で入封。
- 1714年 - 絵島生島事件で絵島を預けられる。
- 1822年 - わらじ騒動、洗馬騒動
- 1869年 - 版籍奉還で内藤頼直、知藩事に。
- 1871年 - 廃藩置県。高遠藩消滅。

## 歴代藩主

### 保科家
譜代　2万5000石→3万石
1. 正光（まさみつ）従五位下。肥後守。
2. 正之（まさゆき）正四位下。肥後守。左近衛中将。

### 鳥居家
譜代　3万2000石
1. 忠春（ただはる）従五位下。主膳正。
2. 忠則（ただのり）従五位下。左京亮。

### 内藤家
譜代　3万3000石　 
1. 清枚（きよかず）従五位下。丹後守。
2. 頼卿（よりのり）従五位下。伊賀守。
3. 頼由（よりゆき）従五位下。大和守。
4. 頼尚（よりたか）従五位下。伊賀守。
5. 長好（ながよし）従五位下。大和守。
6. 頼以（よりもち）従五位下。大和守。
7. 頼寧（よりやす）従五位下。大和守。
8. 頼直（よりなお）従五位下。大和守。

## 幕末の領地
- 信濃国
  - 伊那郡のうち - 80村

板町村 (304石7斗6升8合0勺0才5撮)・的場村 (83石6斗5升0合1勺0才1撮)・弥勒村 (147石6斗6升8合3勺0才4撮)・野笹村 (76石1斗2升0合6勺9才7撮)・板山村 (89石4斗2升9合0勺0才1撮)・中村 (169石4斗7升0合7勺0才3撮)・中条村 (120石4斗4升3合7勺0才3撮)・黒沢村 (98石8斗4升9合4勺0才3撮)・四日市場村 (75石3斗4升2合3勺0才0撮)・栗田村 (150石2斗0升3合2勺9才3撮)・台村 (74石0斗7升5合4勺0才1撮)・北原村 (87石6斗1升3合8勺9才9撮)・荒町村 (98石9斗9升2合9勺9才6撮)・水上村 (91石5斗0升1合9勺9才9撮)・御堂垣外村 (256石0斗2升0合9勺9才6撮)・片倉村 (172石6斗0升6合9勺9才5撮)・山田村 (794石3斗9升6合3勺0才1撮)・小原村 (360石7斗5升6合1勺0才4撮)・勝間村 (375石5斗1升26勺9才5撮)・非持村 (517石3斗5升1合3勺1才8撮)・溝口村 (371石3斗9升3合3勺1才1撮)・黒河内村 (306石7斗8升8合3勺0才0撮)・市野瀬村 (452石1斗3升8合2勺1才4撮)・浦村 (58石3斗3升9合0勺0才1撮)・山室村 (385石0斗2升0合3勺8才6撮)・荊口村 (46石5斗0升7合9勺9才9撮)・芝平村 (21石2斗0升4合5勺0才0撮)・鉾持村 (343石3斗9升5合6勺9才1撮)・芦沢村 (142石3斗6升6合5勺9才2撮)・笠原村 (713石9斗1升9合00才6撮)・大島村 (678石9斗4升5合6勺7才9撮)・川手村 (461石9斗0升1合7勺0才3撮)・青島村 (64石1斗1升1合9勺0才0撮)・東伊那部村 (982石7斗6升8合6勺7才7撮)・上新田村 (46石4斗6升3合0勺0才1撮)・下新田村 (55石43升8合5勺9才9撮)・狐島村 (164石4斗7升5合2勺9才6撮)・上牧村 (339石5斗9升5合3勺0才6撮)・野底村 (158石8斗4升7合1勺0才7撮)・御園村 (322石5斗0升2合0勺1才4撮)・山寺村 (259石4斗5升1合2勺9才4撮)・西伊那部村 (1186石2斗2升6合8勺0才7撮)・末広村 (156石3斗9升0合3勺0才5撮)・樋口村 (928石1斗0升1合6勺8才5撮)・赤羽村 (278石7斗6升2合6勺9才5撮)・沢底村 (387石3斗1升1合7勺0才7撮)・平出村 (792石8斗4升2合4勺0才7撮)・辰野村 (554石6斗1升1合5勺7才2撮)・雨沢村 (17石5斗4升8合7勺0才0撮)・横川村 (378石8斗1升8合9勺0才9撮)・上島村 (282石7斗2升0合7勺0才3撮)・今村 (139石1斗3升3合6勺9才8撮)・宮所村 (228石5斗5升4合9勺0才1撮)・宮木村 (542石0斗6升9合7勺0才2撮)・新町村 (343石4斗6升3合0勺1才3撮)・北大出村 (550石0斗8升0合3勺8才3撮)・羽場村 (530石4斗1升3合0勺2才5撮)・貝沼村 (759石7斗5升9合3勺9才9撮)・福地村 (1249石6斗1升5合3勺5才6撮)・火山村 (235石7斗0升1合4勺0才1撮)・塩田村 (347石8斗3升2合7勺0才3撮)・大久保村 (122石8斗2升5合6勺0才0撮)・栗林村 (477石8斗9升1合6勺9才3撮)・伊那村 (342石1斗1升8合5勺9才1撮)・本曾倉村 (299石5斗9升0合3勺0才2撮)・高見村 (610石6斗3升8合9勺7才7撮)・菅沼村 (403石7斗7升7合8勺9才3撮)・吉瀬村 (145石6斗4升4合3勺0才2撮)・中曾倉村 (165石2斗8升7合9勺9才4撮)・中山村 (93石4斗3升7合3勺0才2撮)・大曾倉村 (160石7斗7升6合0勺0才1撮)・新山村 (381石0斗3升0合6勺0才9撮)・田原村 (423石2斗3升4合8勺9才4撮)・殿島村 (2086石0斗2升3合4勺3才8撮)・小出村 (1102石0斗0升3合2勺9才6撮)・表木村 (501石9斗8升1合2勺9才3撮)・下牧村 (176石6斗2升4合6勺9才5撮)・諏訪形村 (432石7斗0升8合3勺1才3撮)・中越村 (543石0斗1升1合7勺1才9撮)・宮田村 (1369石0斗8升8合3勺7才9撮)		
- - 筑摩郡のうち - 7村

本洗馬村 (1223石1斗1升6合9勺4才3撮)・小曾部村 (379石3斗0升7合7勺0才9撮)・針尾村 (154石5斗8升1合6勺0才4撮)・小野沢村 (292石6斗8升0合2勺9才8撮)・古見村 (751石9斗9升7合9勺8才6撮)・洗馬村 (623石5斗3升6合9勺8才7撮)・岩垂村 (1363石7斗8升7合8勺4才2撮)		

## 江戸屋敷
元禄11年（1698年）、甲州街道に面した藩の中屋敷の一部が収公され、内藤新宿（現在の新宿区内藤町）として発展した。上屋敷は神田元鷹匠町（現在の千代田区神田小川町）、下屋敷は下渋谷村（現在の渋谷区恵比寿）に存在した。